# Live at the Rainbow '74
Live at the Rainbow '74 é um álbum ao vivo da banda inglesa de rock Queen, gravado em 1974. Ganhou lançamento oficial em 2014, e em vários formatos. O ábum registra parte das turnês de divulgação dos álbuns Queen II e Sheer Heart Attack, e foi gravado no Teatro Rainbow, em Londres.

## Faixas

### Único CD/DVD/SD Blu-ray (Show de novembro)
1. "Procession"
2. "Now I'm Here"
3. "Ogre Battle"
4. "Father to Son"
5. "White Queen (As It Began)"
6. "Flick of the Wrist"
7. "In the Lap of the Gods"
8. "Killer Queen"
9. "The March of the Black Queen"
10. "Bring Back That Leroy Brown"
11. "Son and Daughter"
12. "Guitar Solo"
13. "Son and Daughter (Reprise)"
14. "Keep Yourself Alive"
15. "Drum Solo"
16. "Keep Yourself Alive (Reprise)"
17. "Seven Seas of Rhye"
18. "Stone Cold Crazy"
19. "Liar"
20. "In the Lap of the Gods... Revisited"
21. "Big Spender"
22. "Modern Times Rock 'n' Roll"
23. "Jailhouse Rock"
24. "God Save the Queen"

#### DVD/SD Blu-ray bônus (Show de março)
1. "Son and Daughter"
2. "Guitar Solo"
3. "Son and Daughter (Reprise)"
4. "Modern Times Rock 'n' Roll"

### CD duplo/LP quádruplo

#### CD 1 (show de março)
1. "Procession"
2. "Father to Son"
3. "Ogre Battle"
4. "Son and Daughter"
5. "Guitar Solo"
6. "Son and Daughter (Reprise)"
7. "White Queen (As It Began)"
8. "Great King Rat"
9. "The Fairy Feller's Master-Stroke"
10. "Keep Yourself Alive"
11. "Drum Solo"
12. "Keep Yourself Alive (Reprise)"
13. "Seven Seas of Rhye"
14. "Modern Times Rock ’n’ Roll"
15. "Jailhouse Rock"/"Stupid Cupid"/"Be Bop A Lula" (Medley)
16. "Liar"
17. "See What a Fool I’ve Been"

#### CD 2 (show de novembro)
1. "Procession"
2. "Now I'm Here"
3. "Ogre Battle"
4. "Father to Son"
5. "White Queen (As It Began)"
6. "Flick of the Wrist"
7. "In the Lap of the Gods"
8. "Killer Queen"
9. "The March of the Black Queen"
10. "Bring Back That Leroy Brown"
11. "Son and Daughter"
12. "Guitar Solo"
13. "Son and Daughter (Reprise)"
14. "Keep Yourself Alive"
15. "Drum Solo"
16. "Keep Yourself Alive (Reprise)"
17. "Seven Seas of Rhye"
18. "Stone Cold Crazy"
19. "Liar"
20. "In the Lap of the Gods... Revisited"
21. "Big Spender"
22. "Modern Times Rock 'n' Roll"
23. "Jailhouse Rock"
24. "God Save the Queen"